# Abedalá ibne Moáuia
Abedalá ibne Moáuia (em árabe: عبدلله بن معاویه; romaniz.: Abdallah ibn Mu'awia; fl. 744–746/7) foi um líder álida que liderou uma rebelião contra o Califado Omíada em Cufa e depois Pérsia.

## Vida

### Descendência e ascensão

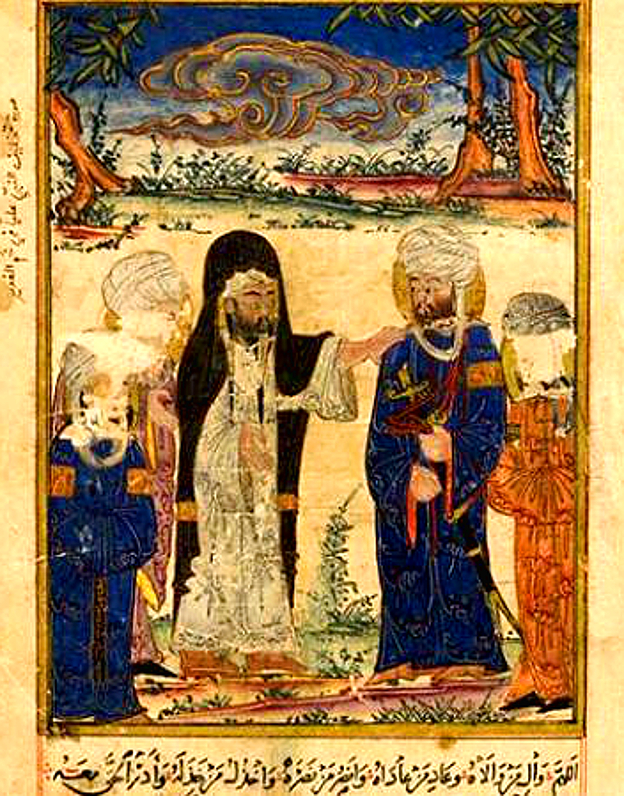
Investidura de Ali

Abedalá ibne Moáuia foi o bisneto do irmão de Ali, Jafar ibne Abi Talibe. Após a morte do neto de Ali, Abu Haxime, em 703, a posição de líder da causa álida estava vago, e vários candidatos disputaram-a: um grupo alegou que Abu Haxim havia transferido seus direitos para o abássida Maomé ibne Ali, enquanto outra facção queria proclamar Abedalá ibne Anre Alquindi como o próximo imame. O último, porém, provou-se insatisfatório, e Abedalá foi escolhido. Abedalá reivindicou não apenas o imamato, mas alegou que, segundo K. V. Zetterstéen, "tanto a divindade quanto a função profética foram unidas nele, pois o espírito de Deus havia sido transferido de um imame para outro e havia finalmente vindo para ele". Consequentemente, seus apoiantes adotaram o conceito de reencarnação e rejeitaram a ressurreição do morto.

### Rebelião e morte

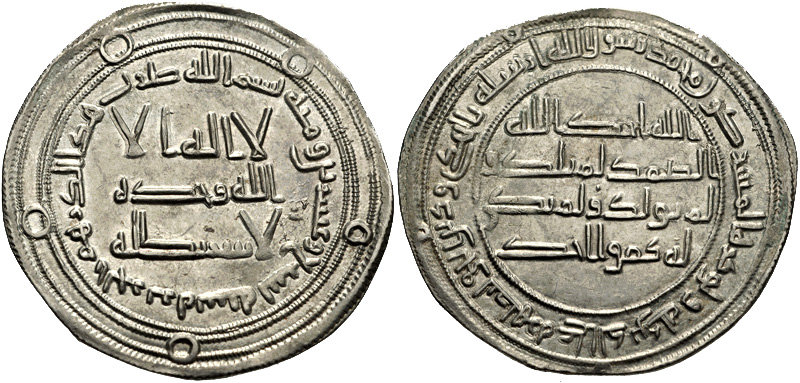
Dirrã do califa r.

Em outubro de 744, Abedalá e seus apoiantes rebelaram-se em Cufa, e juntaram-se a outros simpatizantes álidas (sobretudo zaiditas), tomou controle da cidade e expulsou o governador. A reação do governador do Iraque, Abedalá ibne Omar ibne Abedalazize, porém, foi rápida e marchou sobre Cufa. Muitos dos cidadãos desertaram os álidas, mas o contingente zaida lutou com determinação suficiente para permitir a retirada de Abedalá de Cufa, primeiro para Almadaim e então para Jibal.
Apesar da derrota em Cufa, voluntários que opuseram-se ao regime omíada continuaram a se bandear ao seu estandarte, incluindo reminiscências dos carijitas derrotados por Maruane II (r. 744–750) e alguns apoiantes abássidas. Tomando vantagem dos tumultos da Terceira Fitna e a crescente Revolução Abássida no Coração, que debilitaram o governo omíada, ele conseguiu estender seu controle sobre grandes porções da Pérsia, incluindo grande parte de Jibal, Avaz, Pérsis e Carmânia. Ele estabeleceu sua residência primeiro em Ispaã e então em Estacar.
Finalmente, Maruane II enviou um exército sob Anre ibne Dubara contra Abedalá. As forças álidas foram totalmente derrotadas em Marual Xadane em 746/747, e seu governo sobre a Pérsia colapsou. Abedalá escapou para o Coração, onde o líder abássida Abu Muslim executou-o. Alguns de seus apoiantes recusaram-se a acreditar que falecera, e acreditaram que retornaria como o Mádi, formando a seita conhecida como Janaíta. Outros, os chamados "haritidas", acreditavam que ele reencarnou na pessoa de Ixaque ibne Zaíde ibne Harite Alançari.